# اریکا تودا
اریکا تودا (انگلیسی: Erika Toda؛ زادهٔ ۱۷ اوت ۱۹۸۸) هنرپیشه اهل ژاپن است. او با بازی در فیلم یادداشت مرگ شناخته شد.

## فیلم
| سال  | نام               | نقش         |
| ---- | ----------------- | ----------- |
| 2006 | یادداشت مرگ       | میسا آمانه  |
| 2009 | گوئمون            | تایو یوگیری |
| 2009 | شکست ناپذیر       | جونکو اُنچی  |
| 2015 | دروغ‌های اول آوریل | آیومی نیتا  |
| 2015 | کاکه‌کومی          | جُگُ          |
| 2015 | امپراتور در آگوست | رِیکو        |